# Антонівка (Компаніївська селищна громада)
Анто́нівка — село в Україні, у Компаніївській селищній громаді Кропивницького району Кіровоградської області. До 2020 орган місцевого самоврядування — Голубієвицька сільська рада. Населення становить 97 осіб.

## Історія
Станом на 1886 рік у колишньому власницькому селі Антонівка (Шамівка), центрі Антонівсько-Шамівської волості Єлисаветградського повіту Херсонської губернії, мешкало 202 особи, налічувалось 36 дворових господарств.

## Населення
Згідно з переписом УРСР 1989 року чисельність наявного населення села становила 128 осіб, з яких 52 чоловіки та 76 жінок.
За переписом населення України 2001 року в селі мешкало 97 осіб.

### Мова
Розподіл населення за рідною мовою за даними перепису 2001 року:
| Мова       | Відсоток |
| ---------- | -------- |
| українська | 93,81 %  |
| російська  | 4,12 %   |
| молдовська | 2,06 %   |